# Шалашовська печера
Шалашовська печера (рос. Шалашовская) — печера в Челябінській області Росії, на Південному Уралі. Печера вертикального типу простягання. Загальна протяжність — 213 м. Глибина печери становить 4 м. Категорія складності проходження ходів печери — 1.